# 帕斯福克 (肯塔基州)
帕斯福克（英語：Pathfork）是位於美國肯塔基州哈倫縣的一個人口普查指定地區。

## 人口
根據2020年美國人口普查的數據，帕斯福克的面積為3.24平方千米，當中陸地面積為3.22平方千米，而水域面積為0.02平方千米。當地共有人口326人，而人口密度為每平方千米100.62人。